# Abraxas plumbea
Abraxas plumbea là một loài bướm đêm trong họ Geometridae.